# Dalkarlshyttan
Denna artikel handlar om stångjärnsbruket i Lindesberg. För Dalkarlshyttan Nora kommun, se Dalkarlshyttan i Dalkarlsberg. Dalkarlshyttan används även som benämning på platser i Avesta kommun och Finspångs kommun.

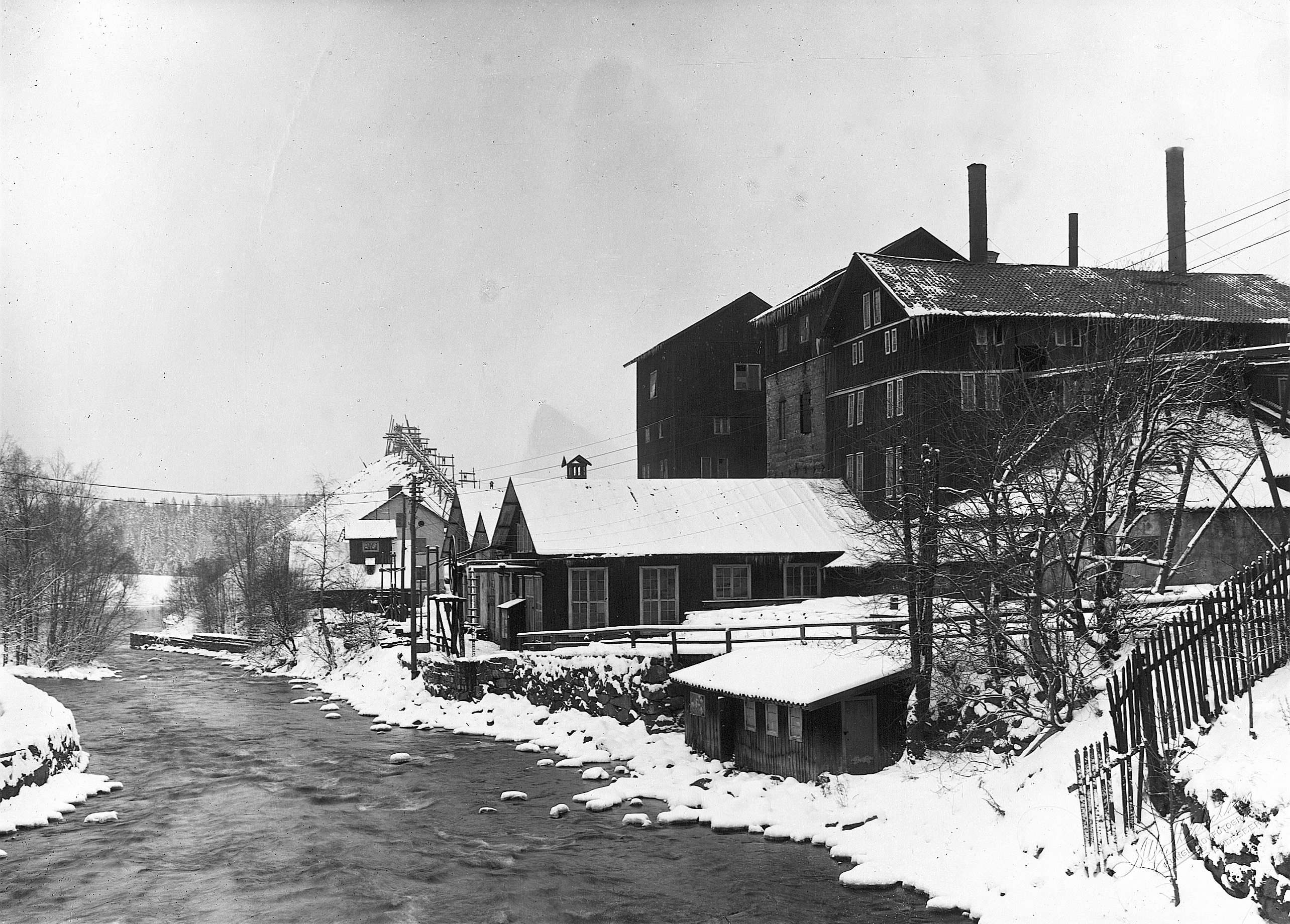
Dalkarlshyttan år 1920

Dalkarlshyttan var ett stångjärnsbruk i Lindesberg och hammaren anlades där redan 1554. Hyttan är dock äldre och 1538 räntade Dalkarlshyttan i de äldsta bevarade skattelängderna 4 hundraden osmundar järn årligen.
1558 innehades stångjärnssmedjan i Dalkarlshyttan av Lindesbergs kyrkoherde, som skall ah smitt 60 1/2 skeppspund järn per halvår. I början av 1600-talet ägdes Dalkarlshyttan av Lindesbergs borgmästare som 1645 bosatte sig ähär. Under hans tid byggdes det ut till att omfatta två hammare och två härdar. 1664 uppfördes ytterligare två härdar och ett knippverk vid det närbelägna Björkhammar. I slutet av 1700-talet blev Nils Reinhold Cederborgh och därefter hans son Fredric ägare till bruket. Det ärvdes efter hans död av hans svärsöner Lars Lindberg som fick 3/4 och H P G Gahn som fick 1/4. Lars Lindberg bodde vid Dalkarlshyttan fram till 1850-talet och det ärvdes därefter fram till 1900-talet inom släkten Lindberg. 1898 gjorde brukspatron Thore Lindberg om bruket till bolag med sig själv som disponent. Under senare tid bedrevs främst produktion av tackjärn för export, men 1930 lades järntillverkningen ned. I stället gick man över till kalkbränning en gaseldad schaktugn. Bolaget innehade även betydande skogsegendomar och fortsatte med sågverksrörelse, samt elproduktion vid ett kraftverk i Lindeån.

## Uppgifter från 1748
- Övre hyttan hade en hammare och en härd och producerade 235 skeppspund.
- Nedre hyttan hade en hammare och en härd och producerade 140 skeppspund.

## Ägare
- Gustav Vasa
- 1638 Sten Andersson, Lindesbergs första borgmästare, och hans ättlingar
- Christoffer Geijer d.ä.
- Magdalena Stensdotter
- Johan Qvarnström
- Johan Österberg
- Dahlström och Lundberg
- Johan Smaraeus
- 1748 Chr. Schütz - som även ägde Björka - och C. Öijer.
- 1797 Nils Reinhold Cederborgh
- Sonen Fredric Cederborgh
- Lindberg